# Nye territorier
Nye territorier (新界), (forkortet NT eller N.T.), efter den engelske benævnelse New Territories, er den nordligste, største og nyeste del af Hongkong. Området er 953.48 (km²) stort og mere end halvdelen af arealet er åbent land. Nye territorier udgør et af Hongkongs tre hovedområder (de to andre er Kowloon og Hong Kong Øen). 
Selvom New Territories udgør 86.2% af Hong Kong's samlede areal bor kun cirka halvdelen af Hong Kong's befolkning i området.

## Administration
Nye territorier består af følgende administrative distrikter:
- Øerne, Hongkong
- Kwai Tsing
- Norra Hongkong
- Sai Kung
- Sha Tin
- Tai Po
- Tsuen Wan
- Tuen Mun
- Yuen Long

## Externe henvisninger
- Wikimedia Commons har flere filer relateret til Nye territorier

22°24′36″N 114°07′30″Ø / 22.41°N 114.125°Ø